# Швейцарская банковская корпорация
Швейцарская банковская корпорация (Swiss Bank Corporation (SBC)) — швейцарский финансовый конгломерат и одноимённый банк в его составе, один из крупнейших в своё время, существовал с 1854 года до слияния с UBS в 1998 году. До слияния Швейцарская банковская корпорация была третьим по величине банком в Швейцарии с активами более 300 млрд швейцарских франков и собственным капиталом 11,7 млрд швейцарских франков.

### История возникновения
История возникновения банка тесно связана с глобальными процессами индустриализации и развития финансовых институтов в 19 веке.
- В 1854 году в Базеле 6 частных банков объединились в Basler Bankierverein — консорциум для финансирования промышленных и железнодорожных проектов, бурно развивавшихся в середине 19 века
- В 1871 году в результате объединения с Frankfurter Bankverein было основано акционерное общество Basler Bankverein, начавшее свою деятельность в 1872 году
- Basler Bankverein приобрёл несколько региональных банков (1895 — Zürcher Bankverein, 1896 — Schweizerischen Unionbank in St. Gallen, 1897 — Basler Depositen-Bank), после чего был переименован в Schweizerischer Bankverein (SBV)

### Развитие в XX веке
С 1898 года началось активное развитие и расширение банка.
- 1898 — открытие первого зарубежного филиала (в Лондоне)
- 1906—1912 — расширение сети филиалов на все регионы Швейцарии (в том числе покупка Banque d`Espine, Fatio & Cie в Женеве и Banque d`escompte et de dépôts в Лозанне и Эгле)
- 1917 — введение английского варианта названия — Swiss Bank Corporation (SBC)
- 1937 — введение логотипа с тремя ключами, призванных символизировать три языковых региона страны — немецкий, французский и итальянский. Впоследствии этот логотип с небольшими изменениями был перенят UBS и стал символизировать доверие, надёжность и сохранение тайны
- 1939 — открытие первого филиала в США (в Нью-Йорке)
- 1945 — поглощение одного из крупнейших швейцарских банков Basler Handelsbank, ставшего неплатёжеспособным к концу Второй мировой войны
- 1950 — банк располагает 31 филиалом в Швейцарии и 3 за рубежом
- 1950—1960 — значительное расширение сети заграничных филиалов: в первую очередь в США, а также в Канаде, Азии, Латинской Америке и Европе
- 1966 — открытие отделения в Токио
- 1969 — открытие отделения в Сиднее, после чего банк стал представлен на всех 5 континентах
- 1990—1997 — изменение стратегии банка, направленное на резкое усиление активности в области инвестиционной деятельности и управления частным капиталом за пределами Швейцарии

### Слияние с UBS
- 8 декабря 1997 года SBC и UBS официально уведомили власти Швейцарии о намерении объединиться.
- 4 февраля 1998 года на внеочередном общем собрании акционеры SBC одобрили слияние с UBS.
- 15 апреля 1998 года состоялось последнее — 126 — очередное общее собрание акционеров SBC.
- 27-28 июля 1998 года слияние с UBS завершилось юридически.

### После слияния с UBS
Правопреемником Швейцарской банковской корпорации стал банк UBS, который на сегодняшний день является одним из крупнейших диверсифицированных финансовых учреждений в мире. По состоянию на 2010 год офисы UBS имелись во всех крупных мировых финансовых центрах, количество сотрудников по всему миру насчитывалось более 64 000.